# Wobler

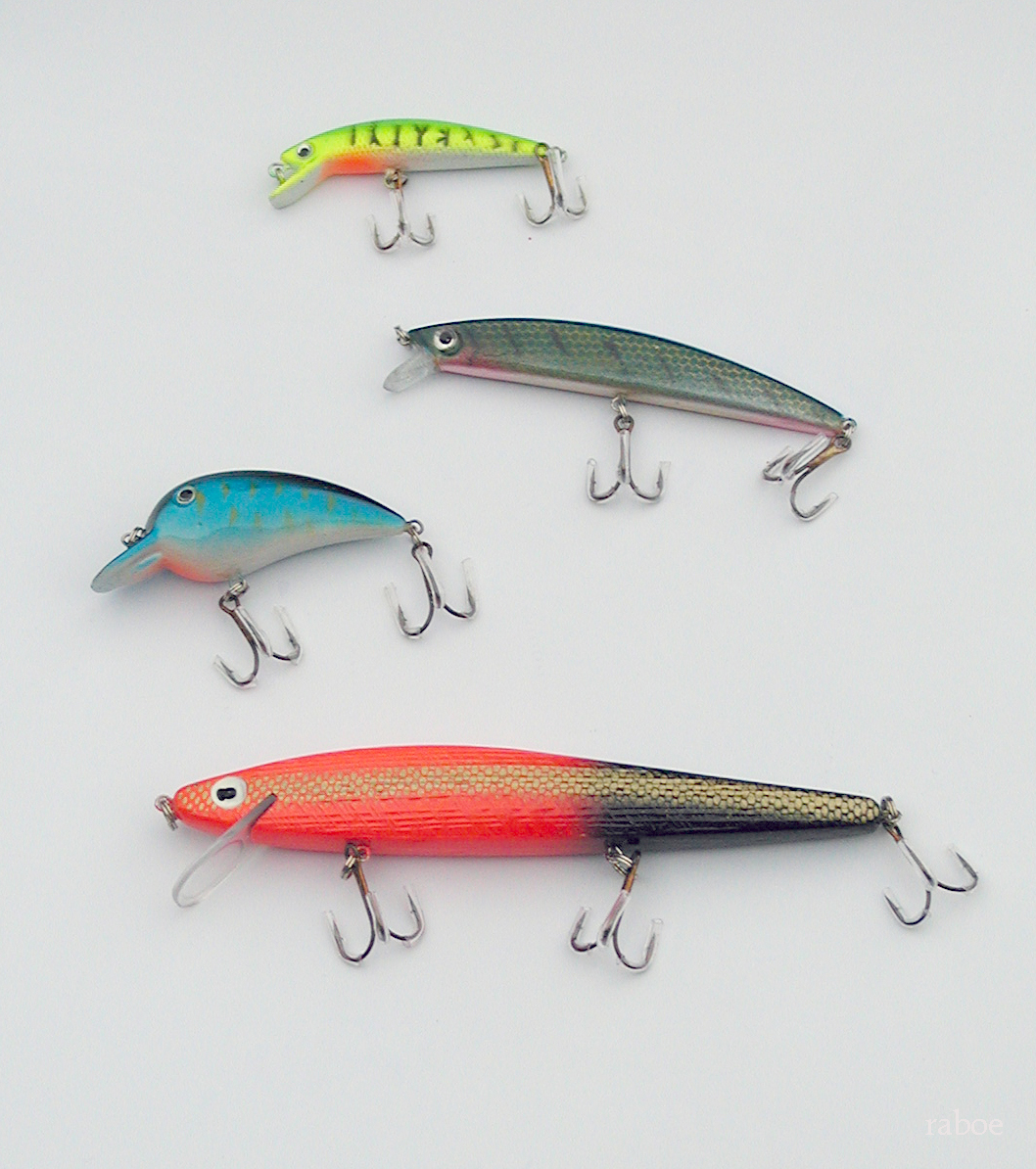
Woblery

Wobler (někdy též wobbler, z anglického wobble – kolébat se, houpat se) je druh umělé nástrahy pro lov dravých ryb přívlačí. Vyrábějí se z nejrůznějších materiálů (dřevo, balsa, různé plasty, a poslední dobou také polyuretanová pěna) a svým tvarem a barvou často velmi věrně napodobují druhy rybek, které dravcům slouží jako potrava. Některé woblery obsahují zvukovou ampuli s jednou nebo více kuličkami. Nástraha pak při pohybu ve vodě chrastí. Typickým znakem této nástrahy je tzv. „lopatka“ v přední části, díky níž se při vedení vodou kolébá ze strany na stranu (odtud pochází i její název) a která také určuje, nakolik se bude zanořovat do vody. Woblery s malou lopatkou se obecně zanořují mělce (zhruba 0,5–1,5 metru), woblery s dlouhou, téměř vodorovnou lopatkou i 6–10 metrů. 
Woblery se obecně dělí na:
- plovoucí (floating)
- vznášivé (suspending)
- potápivé (sinking)

U některých novějších typů (poppery, jerky) lopatka chybí a jejich pohyb pak ovlivňuje výhradně rybář způsobem jejich vedení vodou.
Mezi nejznámější světové výrobce woblerů patří finská společnost Rapala, jejíž název se často používá i místo samotného označení wobler. Evropskou velmocí výroby woblerů je bezpochyby Polsko, vyrábí se tu woblery značek Salmo, Bonito, Hegemon, Gloog, Krakusek, Dorado, Taps, Hunter, Jaxon a další. Velká část produkce polských woblerů pochází z malých dílen, kde výrobci kvůli omezeným prostředkům na reklamu kladou důraz na osobní vnosy jako zkušenosti rybáře a kvalita zpracování.

## Použití woblerů
Woblery se velmi dobře hodí na lov štik, sumců, hlavatek, pstruhů, ale i okounů nebo candátů. 
Wobler při vedení vodou pracuje jako živá rybička, a to díky její lopatce, ta určuje agresivitu pohybu, hloubku ponoru a často i frekvenci vibrací. Čím větší lopatka tím agresivnější. Na candáty, boleny a pstruhy volíme woblery štíhlejší připomínající nejčastěji ouklej. Na štiku používáme woblery o délce 10-25cm, které často připomínají plotice a okouny. Okouni milují menší 4-5cm zavalitější woblery s ponorem do 2-3 metrů nebo hladinové poppery. Na sumce většinou volíme velké, často dělené woblery nebo naopak woblery zavalitější, které ve vodě vytvářejí hodně hydroakustických vln, které umožňují sumci najít nástahu i ve tmě nebo v kalné vodě. Kde je povolena hlubinná přívlač, je velmi oblíbený trolling, tedy tažení wobleru za lodí. Právě Poláci vyvinuli množství sumčích woblerů speciálně na trolling jako například Bonito Sumec, Bonito Szczupak, Dorado Invader, Dorado Alaska.